# 東海ジェンダー研究所

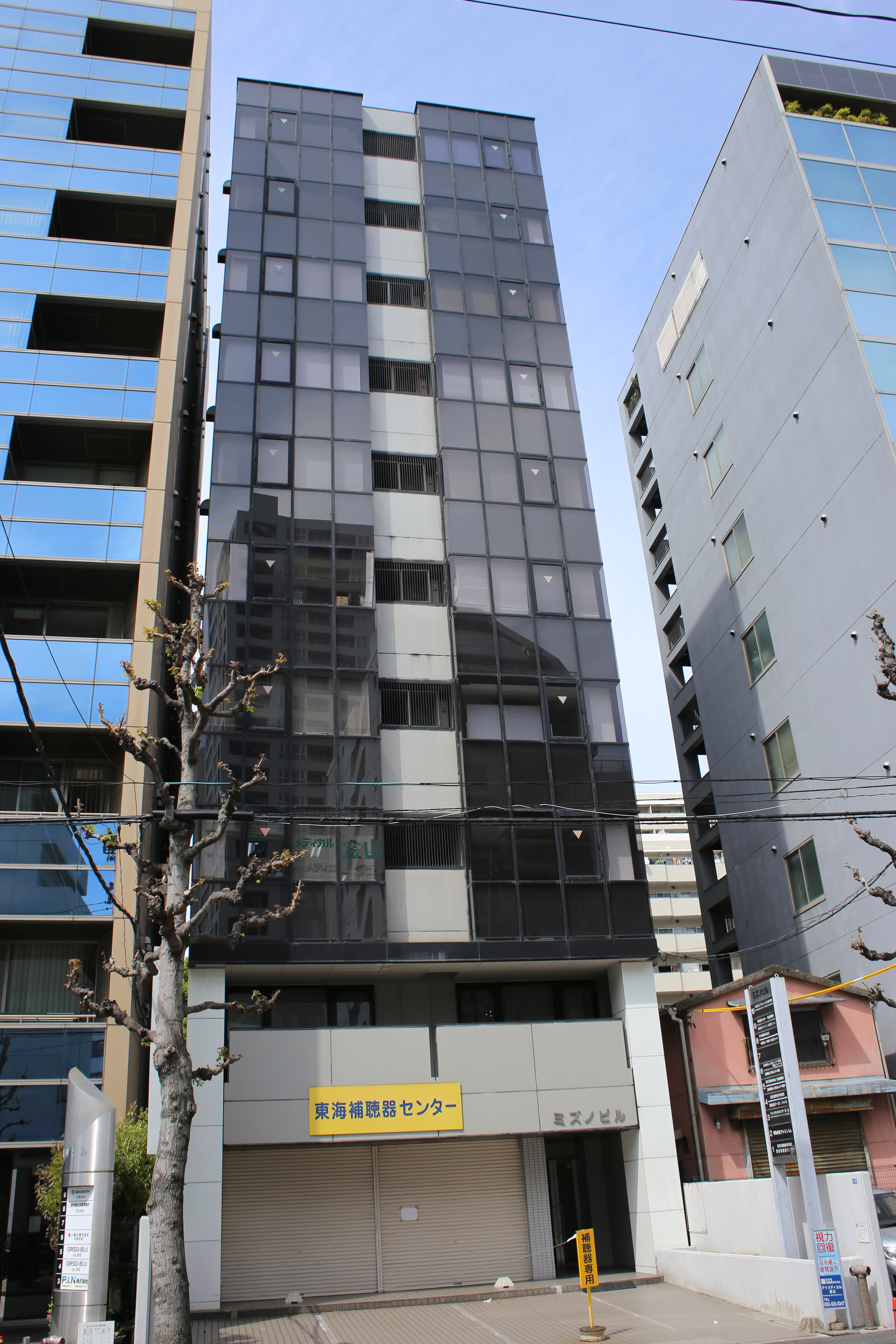
研究所が入居するミズノビル（2017年4月）

公益財団法人東海ジェンダー研究所（こうえきざいだんほうじんとうかいジェンダーけんきゅうじょ）は、公益財団法人。
1998年1月、東海地区の大学研究者を中心に、男女共同参画社会におけるさまざまなジェンダー問題を研究することを主眼に発足。1998年、12月から年俸として「ジェンダー研究」という研究誌を刊行している。メンバーは必ずしも女性学、男性学、ジェンダー学の研究者に限られているわけではなく、男性も参加できる。
2017年11月には名古屋大学との連携により、名古屋大学ジェンダー・リサーチ・ライブラリを名古屋大学東山キャンパス内に開館した。

## 概要
- 所在地：愛知県名古屋市中区金山一丁目9番19号 ミズノビル5階
- 設立：1997年6月2日
- 理事長：西山恵美